# Птолемаїда Киренська
Птолемаї́да Кире́нська, Птолемаїда з Кирени (дав.-гр. Πτολεμαῒς ἡ Κυρηναία) — давньогрецька музикознавиця, жила приблизно в III столітті до н. е. Перша відома музикознавиця.
Єдина згадка — з цитатами її роботи «Піфагорійські основи музики» — зустрічається у Порфирія в коментарі до «Гармоніки» Птолемея. З фрагментів, опублікованих Порфирієм (коментарі до I,2 Птолемея), очевидно, що робота написана в жанрі катехизму, спрощеного викладу основних понять піфагорійської теорії музики.
Розглядаючи традиції античної гармоніки, Птолемаїда пояснює відмінність між гармоніками аристоксенівської та піфагорійської шкіл. Суть цієї відмінності в підході кожної зі шкіл до дилеми почуття і розуму. Для гармоніка-аристоксеніка первинним є почуття:
Почуття вони розглядали як головне, розум же — як супутнє, якщо від нього є користь. Природно, що логічні принципи канону в них не завжди узгоджуються з почуттям.

Для гармоніка-піфагорійця, навпаки, первинний розум, тільки він один розглядається як критерій істинного знання:
Піфагор і його наступники вважають за краще бачити в почутті щось на зразок провідника на перших порах для розуму. Почуття передає йому ніби іскорки, а він, розпалений від них, веде вже дослідження сам, окремо від почуття. Навіть якщо результат, отриманий розумом, більш не узгоджується з почуттям, піфагорійці не відступають, а заявляють, що почуття помиляється, розум же сам знайшов правильне і спростовує почуття.